# District de Kế Sách
Kế Sách est un district de la province de Sóc Trăng dans le delta du Mékong au sud du Viêt Nam. 

## Géographie
La superficie de Kế Sách est de 408 km2. 
Le chef-lieu du district est Kế Sách.